# Писта за автомобилни състезания
Пистата е трасе, на което се провеждат състезания с автомобили и прототипи. Пистата представлява състезание по затворен маршрут със завои, изкачвания и спускания. Всяка писта има обособен участък за спиране и зареждане на болидите, наречен пит-стоп. Пистите биват такива, включени в календара на ФИА за световен шампионат, и тестови.
Първото състезание с автомобили в затворен маршрут е организирано от Белгийския автомобилен клуб и е проведено през 1902 година в Ардените. През 1906 г. автомобилният клуб на Франция (АКФ) организира за първи път Голяма награда. Този първи вариант на сегашните състезания просъществува до Втората световна война.

## Писти в календара на Формула 1 за сезон 2007
- Австралия – Албърт Парк
- Малайзия – Сепанг
- Бахрейн – Сакхир
- Сан Марино – Имола
- Испания – Каталония
- Монако – Монте Карло
- Гран При на Европа – Нюрбургринг
- Канада – Жил Вилньов
- САЩ – Индианаполис Мотор Спидуей
- Франция – Маникур
- Великобритания – Силвърстоун
- Германия – Нюрбургринг
- Унгария – Хунгароринг
- Турция – Истанбул парк
- Италия – Монца
- Белгия – Спа-Франкоршамп
- Бразилия – Интерлагос
- Япония – Судзука
- Китай – Шанхай